# Иван Деянов
Иван Деянов (16 декември 1937 г. – 26 септември 2018 г.) е български футболист, вратар. Клубна легенда на Локомотив (София). Има 122 мача в А група, в които е допуснал 117 гола.
Между 1964 г. и 1966 г. записва 10 участия за националния отбор. Включен е в състава на България за световното първенство в Англия'66, където обаче не взема участие в нито един мач.

## Биография
Деянов започва кариерата си в Миньор (Димитровград), където освен като вратар, понякога играе и като ляво крило.
През 1963 г., на 25-годишна възраст, е привлечен в Локомотив (София) от тогавашния треньор Георги Берков. Играе за Локомотив общо 6 сезона, като е смятан за един от най-добрите вратари в историята на клуба. Още в първия си сезон през 1963/64 с отбора става шампион на България. По време на кампанията записва 25 мача. С Локомотив е също вицешампион през 1964/65 и бронзов медалист през 1967/68. Изиграва общо 122 мача в А група. През есента на 1964 г. записва и 3 мача в Купата на европейските шампиони.
Деянов дебютира за националния отбор на България в приятелски мач срещу СССР на 23 април 1964 г., заменяйки по време на срещата Стефан Пашолов. През 1965 г. е титуляр в три световни квалификации за първенството в Англия'66. Впоследствие е включен в разширения състав за шампионата от селекционера Рудолф Витлачил, но като трети вратар след Георги Найденов и Симеон Симеонов. Не се появява в игра по време на първенството. Последният му мач за България е на 6 ноември 1966 г. в контрола срещу Югославия, която е спечелена с 6:1.
След края на състезателната си кариера Деянов работи като треньор в школата на Локомотив (София), където помага за създаването и утвърждаването на футболисти като Бойчо Величков, Николай Донев, Стойчо Стоев, Георги Борисов, Явор Вълчинов, Борислав Манолков и много други.

## Успехи
Локомотив (София)
- А група:
  -  Шампион: 1963/64
  -  Вицешампион: 1964/65
  -  Бронзов медалист: 1967/68